# Броудуотър
Окръг Броудуотър (на английски: Broadwater County) е окръг в щата Монтана, Съединени американски щати. Площта му е 3209 km², а населението - 5936 души (2017). Административен център е град Таунсънд.